# Gold Cup (Segeln)
Der Dragon Gold Cup oder kurz Gold Cup wurde 1937 von der Clyde Yacht Clubs' Conference (seit 1968 Clyde Yacht Clubs' Association, CYCA) für die Drachenklasse (Kielbootklasse für Segelboote) ins Leben gerufen, der bis heute ausgetragen wird. Die Mitglieder der Clyde Yacht Clubs' Association entwarfen die Regattaregeln für den jährlich Wettbewerb und stifteten den Pokal aus purem Gold.
Der internationale Drachenverband sorgt mit eindeutigen Regeln für vergleichbare Bedingungen zwischen den traditionellen Holzbooten und den modernen GFK-Konstruktionen. In Deutschland sind die größten Drachengeschwader in Berlin, Hamburg, am Starnberger See und am Bodensee zu finden.

## Geschichte
Bis 1965, dem ersten Jahr der offiziellen Weltmeisterschaft der Drachenklasse wurde der Gold Cup zur inoffiziellen Weltmeisterschaft herabgestuft. Die Austragungsregeln bestimmten einen jährlichen Austragungsmodus. Der Sieger durfte den Cup als Wanderpokal nur ein Jahr behalten. Die Regeln bestimmten auch eine Rotation der Austragungsorte in den Ländern: Schottland, Frankreich, Schweden, Deutschland, Niederlande und Dänemark.
Mit der Überarbeitung der Regeln im Jahr 1997 stieg die Anzahl der gastgebenden Länder auf elf: Belgien, Dänemark, Frankreich, Deutschland, Irland, Niederlande, Norwegen, Portugal, Spanien, Schweden und Großbritannien. Das gastgebende Land und der ausrichtende Segelclub werden weiterhin von Clyde Yacht Clubs' Association in Verbindung mit der Internationalen Drachenklassen Vereinigung (International Dragon Association) bestimmt. Die Anzahl der teilnehmenden Yachten ist auf 120 limitiert.
Der erfolgreichste Segler im Dragon Gold Cup ist der Däne Aage Birch (1926–2017) mit sieben Titeln, gefolgt von seinen beiden dänischen Kameraden Ole Berntsen und Poul Høj Jensen mit jeweils fünf Titeln. Dänische Mannschaften haben insgesamt 32 Titel gewonnen.

## Austragungsorte und Gold-Pokal-Gewinner
| Jahr – Ort                   | Gold                                                                                      | Silber                                                                                           | Bronze                                                                                     |
| ---------------------------- | ----------------------------------------------------------------------------------------- | ------------------------------------------------------------------------------------------------ | ------------------------------------------------------------------------------------------ |
| 1937 Oslo                    | Schweden Rolf Billner                                                                     |                                                                                                  |                                                                                            |
| 1938 Travemünde              | Deutsches Reich Herbert Döhler                                                            |                                                                                                  |                                                                                            |
| 1939 Göteborg                | Schweden Harald Gedda                                                                     |                                                                                                  |                                                                                            |
| 1947 Clyde                   | Vereinigtes Königreich W. H. Barnett                                                      |                                                                                                  |                                                                                            |
| 1948 Arendal                 | Norwegen Thor Thorvaldsen Sigve Lie Håkon Barfod                                          |                                                                                                  |                                                                                            |
| 1949 Marstrand               | Dänemark Ole Berntsen                                                                     |                                                                                                  |                                                                                            |
| 1950 Vejle                   | Norwegen Thor Thorvaldsen Sigve Lie Håkon Barfod                                          |                                                                                                  |                                                                                            |
| 1951 Clyde                   | Dänemark Thorkil Warrer                                                                   |                                                                                                  |                                                                                            |
| 1952 Hankø                   | Norwegen Øivind Christensen                                                               |                                                                                                  |                                                                                            |
| 1953 Marstrand               | BR Deutschland Theodor Thomsen                                                            |                                                                                                  |                                                                                            |
| 1954 Skovshoved (Kopenhagen) | Dänemark Ole Berntsen                                                                     |                                                                                                  |                                                                                            |
| 1955 Amsterdam               | BR Deutschland Theodor Thomsen                                                            |                                                                                                  |                                                                                            |
| 1956 Clyde                   | Dänemark Thorkil Warrer                                                                   |                                                                                                  |                                                                                            |
| 1957 Hankø                   | Dänemark Ole Berntsen                                                                     |                                                                                                  |                                                                                            |
| 1958 Marstrand               | Italien Sergio Sorrentino                                                                 |                                                                                                  |                                                                                            |
| 1959 Skovshoved              | Kanada Walter Windeyer                                                                    |                                                                                                  |                                                                                            |
| 1960 Amsterdam               | Dänemark Ole Berntsen                                                                     |                                                                                                  |                                                                                            |
| 1961 Clyde                   | Vereinigtes Königreich Sir Gordon Smith                                                   |                                                                                                  |                                                                                            |
| 1962 Hankø                   | Dänemark Ole Berntsen                                                                     |                                                                                                  |                                                                                            |
| 1963 Marstrand               | Dänemark Aage Birch                                                                       |                                                                                                  |                                                                                            |
| 1964 Travemünde              | Dänemark Aage Birch                                                                       |                                                                                                  |                                                                                            |
| 1965 IJsselmeer              | Dänemark Henning Jensen                                                                   |                                                                                                  |                                                                                            |
| 1966 Kopenhagen              | Dänemark Aage Birch                                                                       |                                                                                                  |                                                                                            |
| 1967 Clyde                   | Dänemark Børge Børresen                                                                   |                                                                                                  |                                                                                            |
| 1968 Hankø                   | Dänemark Aage Birch                                                                       |                                                                                                  |                                                                                            |
| 1969 Marstrand               | Dänemark Aage Birch                                                                       |                                                                                                  |                                                                                            |
| 1970 Travemünde              | Dänemark Aage Birch                                                                       |                                                                                                  |                                                                                            |
| 1971 Medemblik               | Vereinigte Staaten A. W. Henry                                                            |                                                                                                  |                                                                                            |
| 1972 Kopenhagen              | Dänemark Aage Birch                                                                       |                                                                                                  |                                                                                            |
| 1973 Clyde                   | Vereinigtes Königreich D. Young                                                           |                                                                                                  |                                                                                            |
| 1974 Le Havre                | Vereinigtes Königreich N. Truman                                                          |                                                                                                  |                                                                                            |
| 1975 Marstrand               | Dänemark T. Krogh                                                                         |                                                                                                  |                                                                                            |
| 1976 Travemünde              | BR Deutschland P. Stulcken                                                                |                                                                                                  |                                                                                            |
| 1977 Kinsale                 | BR Deutschland P. Stulcken                                                                |                                                                                                  |                                                                                            |
| 1978 Ebeltoft                | Schweden Bengt Palmquist                                                                  |                                                                                                  |                                                                                            |
| 1979 Edinburgh               | Schweden Bengt Palmquist                                                                  |                                                                                                  |                                                                                            |
| 1980 Enkhuizen               | BR Deutschland Achim Ulrich                                                               |                                                                                                  |                                                                                            |
| 1981 Douarnenez              | BR Deutschland Alo Schaefer                                                               |                                                                                                  |                                                                                            |
| 1982 Travemünde              | BR Deutschland Dieter Krautgartner                                                        |                                                                                                  |                                                                                            |
| 1983 Marstrand               | BR Deutschland Klaus Oldendorff                                                           |                                                                                                  |                                                                                            |
| 1984 Skovshoved (Kopenhagen) | Dänemark Valdemar Bandolowski Erik Hansen Søren Hvalso                                    |                                                                                                  |                                                                                            |
| 1985 Clyde                   | Dänemark Børge Børresen                                                                   |                                                                                                  |                                                                                            |
| 1986 Enkhuizen               | Dänemark Valdemar Bandolowski Erik Hansen Søren Hvalso                                    |                                                                                                  |                                                                                            |
| 1987 Clyde                   | Niederlande A. F. G. Bakker Jan Bakker Steven Vis                                         |                                                                                                  |                                                                                            |
| 1988 Le Havre                | Niederlande, Joker Fred Imhoff Hay Winters Japie Ferwerda                                 |                                                                                                  |                                                                                            |
| 1989 Travemünde              | Niederlande, Joker Fred Imhoff Hay Winters Michiel Pals                                   |                                                                                                  |                                                                                            |
| 1990 Dublin                  | Dänemark Poul Høj Jensen Erik Hansen                                                      |                                                                                                  |                                                                                            |
| 1991 Marstrand               | Dänemark Lars Jensen                                                                      |                                                                                                  |                                                                                            |
| 1992 Ostende                 | Dänemark Poul Høj Jensen                                                                  |                                                                                                  |                                                                                            |
| 1993 Medemblik               | Niederlande, Joker Fred Imhoff Hay Winters Richard van Rij                                |                                                                                                  |                                                                                            |
| 1994 Rungsted                | Dänemark Poul Høj Jensen                                                                  |                                                                                                  |                                                                                            |
| 1995 Torquay                 | Deutschland Harm Müller-Spreer                                                            |                                                                                                  |                                                                                            |
| 1996 Douarnenez              | Deutschland Vincent Hoesch                                                                |                                                                                                  |                                                                                            |
| 1997 Dublin                  | Dänemark Poul Høj Jensen Hamish McKay Chris Britten                                       |                                                                                                  |                                                                                            |
| 1998 Cascais                 | Dänemark Lars Jensen                                                                      |                                                                                                  |                                                                                            |
| 1999 Horten                  | Dänemark Lars Hendriksen                                                                  |                                                                                                  |                                                                                            |
| 2000 Warnemünde              | Deutschland Harm Müller-Spreer Fendt Vincent Hoesch                                       | Niederlande Pieter Heerema Caspar Harsberg Dolf Peet                                             | Finnland Henrik Dahlman Theis Palm Magnus Borg                                             |
| 2001 Ostende                 | Deutschland Harm Müller-Spreer                                                            |                                                                                                  |                                                                                            |
| 2002 Mariehamn               | Deutschland, Sinwave Thomas Müller Mario Wagner Björn Oesterreich                         | Niederlande, Danish Joker Fred Imhoff Richard van Rij Rudy den Outer                             | Finnland Fredrik Markelin Jari Bremer Patrick Lindeman                                     |
| 2003 Medemblik               | Dänemark Jørgen Schönherr Axel Waltersdorph Anders Kaempe                                 | Dänemark Frank Berg Søren Kæstel Maria Holm                                                      | Niederlande Pieter van Reeuwijk Eric Bakker Thierry van Vierssen                           |
| 2004 Falmouth                | Dänemark Jørgen Schönherr Axel Waltersdorph Anders Kaempe                                 |                                                                                                  |                                                                                            |
| 2005 Sandhamn                | Dänemark, African Queen Jørgen Schönherr Axel Waltersdorph Anders Kaempe                  | Dänemark, Nanoq Frederik von Dänemark Theis Palm Kasper Harsberg                                 | Deutschland, Roberto Phillip Ocker Florian Grosser Oliver Davis                            |
| 2006 Douarnenez              | Deutschland Werner Fritz                                                                  |                                                                                                  | Dänemark Jørgen Schönherr Axel Waltersdorph Anders Kaempe                                  |
| 2007 Palma de Mallorca       | Dänemark Lars Hendriksen Philipp Skafte-Holm Lars Stenfeldt                               |                                                                                                  |                                                                                            |
| 2008 Cascais                 | Dänemark, Danish Blue Poul Høj Jensen Theis Palm Andrew Norden                            | Vereinigtes Königreich, Jerboa Gavia Wilkinson-Cox Jon Mortimer Ron Rosenberg                    | Vereinigtes Königreich, Quicksilver III Robert Campbell Matt Walker Jonathan Hill          |
| 2009 Skagen                  | Ukraine, CCCP Ruslana Taran Roman Sadchikov Vadim Statsenko                               | Ukraine, Bunker Queen Lars Hendriksen Sergei Pugatcher George Leontschuk                         | Russland, Annapurna Anatoly Loginov Andrey Kirilyuk Alexander Shalagin                     |
| 2010 Marstrand               | Russland, Annapurna Anatoly Loginov Andrey Kirilyuk Alexander Shalagin                    | Ukraine, Bunker Queen Lars Hendriksen Igor Sidorov Georgiy Leonchuk                              | Portugal, Xalet Filipe Silva Henrique Costa E. Silva Miguel Pinto                          |
| 2011 Ostende                 | Ukraine, Bunker Queen Markus Wieser Sergey Pughchev Matti Paschen                         | Dänemark, African Queen Jørgen Schönherr Jan Eli Gravad Lars Wegner                              | Russland, Annapurna Anatoly Loginov Andrey Kirilyuk Alexander Shalagin                     |
| 2012 Kinsale                 | Deutschland, Sinewave Tommy Müller Vincent Hoesch Michael Lipp                            | Vereinigtes Königreich, Alfie Lawrie Smith Tim Tavinor Joost Houweling                           | Russland, Strange Little Girl Dmitry Samokhin Andrey Kirilyuk Aleksey Bushuev              |
| 2013 Douarnenez              | Ukraine, Bunker Queen Markus Wieser Sergey Pughchev Georgiy Leonchuk                      | Ukraine, Bunker Prince Evgeny Braslavetz Igor Sidirov Sergiy Timokhov                            | Niederlande, Troïka Pieter Heerema Theis Palm Hervé Connigham                              |
| 2014 Medemblik               | Vereinigte Arabische Emirate, Bunker Queen Markus Wieser Sergey Pughchev Georgiy Leonchuk | Niederlande, Troïka Pieter Heerema Theis Palm Claus Olesen                                       | Vereinigte Arabische Emirate, Bunker Prince Yevgen Braslavets Igor Sidorov Sergiy Timokhov |
| 2015 Kühlungsborn            | Vereinigtes Königreich, Lawrie Smith Tim Tavinor Joost Houweling                          | Russland, Strange Little Girl Dmitry Samokhin Andrey Kirilyuk Aleksey Bushuev                    | Deutschland, Sinewave Tommy Müller Vincent Hoesch Marc Pickel                              |
| 2016 Hornbæk                 | Schweiz, Sophie Racing Hugo Stenbeck Martin Westerdahl Bernardo Freitas                   | Vereinigte Arabische Emirate, Bunker Prince Yevgen Braslavets Sergiy Timokhov Aleksander Mirchuk | Dänemark, Nina Nicklas Holm Mathias Thomsen Jonas Høgh                                     |
| 2017 St. Tropez              | Deutschland, Desert Holly Stephan Link Frank Butzmann Michael Lipp -                      | Deutschland, Pow Wow Pedro Rebelo de Andrade Charles Nankin Lauren Fry Carolin Laetzsch          | Vereinigte Arabische Emirate, Desert Eagle Hendrik Witzmann Markus Koy Robert Stanjek -    |
| 2018 Helsinki                | Dänemark, African Queen XI Jørgen Schönherr Christian Videbaek Theis Palm                 | Niederlande, Troika Pieter Heerema Lars Hendriksen George Leonchuk                               | Türkei, Provezza Dragon Andy Beadsworth Ali Tezdiker Simon Fry                             |
| 2019 Medemblik               | Portugal, Neptune – POR 84 Pedro Andrade Christian Giannini Joao Vidinha                  | Niederlande, Troika – NED 412 Pieter Heerema Lars Hendriksen George Leonchuk                     | Japan, Yred – JPN 56 Peter Gilmour Sam Gilmour Yasuhiro Yaji                               |